# Pegasus (spyware)
Pegasus je spyware vyvíjený izraelskou kybernetickou společností NSO Group, který lze skrytě instalovat na mobilní telefony a další zařízení opatřené různými verzemi operačních systémů iOS a Android. Odhalení projektu Pegasus z roku 2021 naznačují, že Pegasus dokáže proniknout na všechny nedávné verze iOS až do iOS 14.6. Podle novin The Washington Post a dalších zdrojů Pegasus nejen umožňuje sledování stisků kláves a veškeré komunikace z telefonu (SMS, e-maily, vyhledávání na webu), ale také umožňuje odposlouchávat telefonní hovory, sledovat polohu a skrytě používat mikrofon a fotoaparát mobilního telefonu, a tím plně sledovat jeho uživatele.

## Původ
Společnost NSO dříve vlastnila americká soukromá kapitálová společnost Francisco Partners, poté ji v roce 2019 zpět odkoupili zakladatelé NSO. NSO uvádí, že poskytuje „oprávněným vládám technologii, která jim pomáhá v boji proti terorismu a trestné činnosti“ a zveřejnila části smluv, které od zákazníků vyžadují, aby používali její produkty pouze pro vyšetřování trestných činů a ochranu národní bezpečnosti, a uvedla, že v rámci oboru poskytuje nejlepší ochranu lidských práv. Spyware je pojmenován po mytickém okřídleném koni Pegasovi - jedná se o trojského koně, který „létá vzduchem“ do cílových telefonů.
Pegasus byl objeven v srpnu 2018 po jednom neúspěšném pokusu o jeho instalaci a byly zjištěny chyby a zranitelnosti softwaru, které využíval. Od roku 2016 byl Pegasus schopen číst textové zprávy, sledovat hovory, sbírat hesla, sledovat polohu, přistupovat k mikrofonu a kameře cílového zařízení a získávat informace z aplikací. Zpráva o tomto spywaru tehdy dostala značné mediální pokrytí. Byl nazván „nejsofistikovanějším“ útokem na chytré telefony vůbec a byl to poprvé, co byl zjištěn nebezpečný vzdálený útok využívající techniku jailbreak k získání neomezeného přístupu k mobilu iPhone.

## Odhalené případy využití
23. srpna 2020 odhalily izraelské noviny Ha'arec, že skupina NSO prodala softwary Pegasus za stovky milionů amerických dolarů do Spojených arabských emirátů a dalších států Perského zálivu za účelem sledování protirežimních aktivistů, novinářů a politických vůdců konkurenčních zemí. Stalo se to s podporou a zprostředkováním izraelské vlády. V prosinci 2020 pak televize Al-Džazíra přinesla exkluzivní investigativní reportáž o používání Pegasu a jeho pronikání do telefonů mediálních profesionálů a aktivistů, což Izrael používá k odposlechu svých oponentů a dokonce i svých spojenců.
V červenci 2021 byla uveřejněna hloubková analýza lidskoprávní organizace Amnesty International, podle které se Pegasus stále široce využívá proti významným osobnostem včetně novinářů a aktivistů. Ukázalo se, že Pegasus dokáže infikovat všechny moderní verze iOS až do nejnovější verze iOS 14.6 prostřednictvím exploitu iMessage, nevyžadujícího, aby postižený na cokoli klikal.
Podle opoziční televizní stanice TVN Pegasus pořídilo v roce 2018 Polsko. Agentura AP v prosinci 2021 s odvoláním na Citizen Lab při Torontské univerzitě uvedla, že spyware byl použit ke sledování bývalého ministra a advokáta Romana Giertycha a poslance za PO Krzysztofa Brejzy v roce 2019 a varšavské prokurátorky Ewy Wrzosekové v roce 2021. Předseda poslaneckého klubu Ryszard Terlecki a náměstek ministra spravedlnosti Michał Woś z vládní strany Právo a spravedlnost tato obvinění zlehčovali.